# ميشيل غوامان
ميشيل غوامان هو رسام ومصمم رسوميات، اشتهر بتصميم طوابع بريدية في بريطانيا وكذلك صمم مجموعة من سبعة طوابع الإمارات المتصالحة تحمل صور نخيل، وطبعت في دار هاريسون وأولاده.
كما صمم طوابع بريدية، لأربعين دولة ومنطقة أخرى أو أكثر، بما في ذلك نيجيريا، وسانت فينسنت والغرينادين وسيراليون، والمقاطعة البريطانية بالقارة القطبية الجنوبية، وجزيرة هرم.
كما صمم شعار المؤتمر الأوروبي لإدارات البريد والاتصالات [الإنجليزية].